# 中条市
もしかして
- 胎内市
- 中条町

のいずれかではありませんか？